# Giovanni Pascoli
Giovanni Pascoli (født 31. december 1855 i San Mauro di Romagna, død 6. april 1912 i Bologna) var en italiensk digter og litteraturhistoriker. 
Faderen var Forvalter paa et stort fyrsteligt Gods, og Giovanni tilbragte nogle rolige og lykkelige Barndomsaar sammen med Forældrene og en stor Søskendeflok. Da han var 12 år gammel,  indtraadte en sørgelig Begivenhed, der med ét Slag forandrede hans Liv, og som for bestandig  lagde et Præg af Vemod og Bitterhed over hans Sind. Faderen, som havde været til Marked i  Nærheden, blev paa Hjemvejen myrdet, uden at man nogen Sinde fik opklaret, hvem der var Morderen, og hvad der var Grunden til Ugerningen. Utallige Gange kommer P. i sine Digte  tilbage til denne Begivenhed: Il dieci Agosto, L’anello, La cavallina storna etc., og man ser,  at Tiden aldrig har læget det Saar, som blev tilføjet ham i Barndommen. Efter Faderens Død  levede Familien i trange Kaar, og faa Aar efter døde Moderen, den ældste Søster og to Brødre.  Giovanni fik sin første Undervisning i Urbino, hvor han allerede vakte Kammeraternes  Beundring ved at skrive Vers paa Græsk og Latin, en Evne, der endnu i hans modnere Aar i  Amsterdam forskaffede ham den internationale Pris for lat. Vers. Han fortsatte Studierne i Rimini,  indtil et Stipendium satte ham i Stand til at rejse til Bologna. Her studerede han under  Carducci, hvis ivrige Tilhænger og Beundrer han blev, uden dog nogen Sinde at blive hans  Efterligner. Efter at have taget sin Embedseksamen ernærede han sig som Lærer ved forsk.  Gymnasier, var en Tid Docent i Græsk og Latin ved Univ. i Bologna, senere i Messina og i Pisa.  1906 blev han udnævnt til Carducci’s Efterfølger som Prof. i ital. Litt. ved Univ. i Bologna,  en Stilling, han beklædte til sin Død. Hans første Digtsamling Myricæ udkom 1891, senere i  fl. forøgede Udgaver. Han dedicerer den til Erindringen om sin Fader, og en stor Del af  Digtene handler om Hjemmet, om de to Søstre, han, der var ugift, boede sammen med, om  Faderens og Moderens Død (Elegie, Colloquio). I andre besynger han Naturen, der for ham er  den store gode Moder, smuk, hvis ikke Menneskene ødelagde den for sig selv og for andre.  Han giver smaa Genrebilleder, beskriver, og søger at gengive Fuglenes Sang, karakteriserer  de forsk. Blomster og Planter, alt paa en Maade, der viser Landboens store Kærlighed til  Naturen samtidig med Filologens Paavirkning af gr. og lat. Forbilleder som Hesiodos og Virgil.
1897 kom første Udgave af Poemetti, 1903 I Canti di Castelvecchio, hvoriblandt kan nævnes  La figlia maggiore og La cavallina storna. Senere Odi ed Inni, hvor han besynger Kong  Umberto, Bismarck, Hertugen af Abruzzerne o. fl. I Samlingen Canzoni di Re Enzo forsøgte han  sig i den episke Genre, hvori han dog langtfra naar sin store Forgænger, og i Poemi conviviali,  sikkert den Samling, Samtiden satte højest, behandlede han gr. og lat. Emner (Il cieco di  Chio, La Civetta, der handler om Sokrates’ Død, etc.). Som Litteraturhistoriker er hans Navn  særlig knyttet til en Rk. Afh. om Dante og la Divina commedia.